# Cục Thi hành án, Quân đội nhân dân Việt Nam
Cục Thi hành án trực thuộc Bộ Quốc phòng Việt Nam là cơ quan tham mưu chiến lược đầu ngành về công tác thi hành án dân sự trong Quân đội.

## Lược sử hình thành
- Ngày 15-6-1993, Bộ trưởng Bộ Quốc phòng đã ký Quyết định thành lập Phòng Quản lý thi hành án Bộ Quốc phòng (nay là Cục Thi hành án Bộ Quốc phòng);
- Ngày 16-6-1993, Tổng tham mưu trưởng Quân đội nhân dân Việt Nam ký Quyết định thành lập phòng thi hành án thuộc các quân khu và Quân chủng Hải quân, nhận chuyển giao công tác thi hành án dân sự từ tòa án quân sự các cấp, từ đây Bộ Quốc phòng chính thức tổ chức bộ máy 2 cấp thực hiện quản lý nhà nước về thi hành án dân sự trong Quân đội theo quy định của pháp luật từ tháng 6-1993. Để triển khai thực hiện Nghị quyết số 08, Nghị quyết số 49 của Bộ Chính trị về Chiến lược cải cách tư pháp đến năm 2020 và pháp lệnh Thi hành án dân sự năm 2004.
- Ngày 7-7-2005, Bộ trưởng Bộ Quốc phòng Quyết định thành lập Cục Thi hành án Bộ Quốc phòng để tổ chức bộ máy, quản lý hoạt động thi hành án dân sự trong Quân đội.

## Lãnh đạo hiện nay
- Cục trưởng: Thiếu tướng Nguyễn Phi Hùng
- Phó Cục trưởng: Đại tá Vũ Gia Phong
- Phó Cục trưởng: Đại tá Bùi Ngọc Huyên

## Tổ chức
- Phòng Kế hoạch - Tổng hợp[4]
- Phòng Kiểm tra - Giải quyết khiếu nại tố cáo[4]
- Phòng Nghiệp vụ thi hành án dân sự[4]
- Phòng Tổ chức - Cán bộ [4]
- Ban Hành chính[4]
- Ban Tài chính[4]

## Khen thưởng
- Huân chương Bảo vệ Tổ quốc hạng Nhì

## Cục trưởng qua các thời kỳ
- Phạm Ngọc Trai, Thiếu tướng
- Nguyễn Bá Tòng, Đại tá